# خرچنگ نعل‌اسبی
خرچنگ نعل‌اسبی (به انگلیسی: Horseshoe crab) مشهور به «فسیل زنده» گونه‌ای جانور دریازی است که قدمت آن به ۳۰۰ میلیون سال پیش (۱۰۰ میلیون سال پیش از دایناسورها) بازمی‌گردد. خرچنگ‌های نعل‌اسبی نقش بسزایی در بوم‌شناسی خلیج‌ها و همچنین در داروسازی ایفا می‌کنند. ترکیبی از خون این جانور به عنوان دارو مورد استفاده قرار می‌گیرد. بدن این جانور شامل سه بخش جلویی (سرسینه‌گاه) که شبیه نعل اسب می‌باشد، بخش شکمی که با یک لولا به بخش جلویی متصل است و بخش دم می‌شود/ خرچنگ نعل اسبی را از بهار می‌توان در اقیانوس اطلس دید و اوج تخم‌ریزی آن در ماه‌های مه و ژوئن، در زمان مد کامل و هنگام قرص ماه و هلال نو است.

## استفاده در داروسازی و خطر انقراض
Sarsepar جزو جانوران در حال انقراض است. خون آبی‌رنگ این خرچنگ به دلیل وجود مس درون خون این جانور است. در خون این خرچنگ یک مادهٔ شیمیایی وجود دارد که حتی در اندازه بسیار کم هم می‌تواند باکتری‌ها را شناسایی کند و با ایجاد لخته دور باکتری‌ها آنها را گیر بیندازد. به همین دلیل از دههٔ هفتاد میلادی از خون این خرچنگ، در تولید مواد استریل‌کنندهٔ لوازم پزشکی و داروهای وریدی استفاده می‌شود.
برای استخراج خون این خرچنگ‌ها، پوستهٔ نزدیک به قلبشان را سوراخ می‌کنند و پس از خارج کردن حدود ۳۰ درصد از خونشان آن‌ها را در طبیعت رها می‌کنند. این کار باعث می‌شود که ۱۰ تا ۳۰ درصد این خرچنگ‌ها از بین بروند و زادآوری ماده‌هایی که زنده می‌مانند سخت می‌شود.